# حفصیان
حَفصیان (به عربی: حَفْصیّون)، دودمانی سنی مذهب و از تبار بربربودند که در سال های ۱۲۲۹ تا ۱۵۷۴ بر بخش هایی از شمال آفریقا (بخش هایی از تونس، الجزایر و لیبی امروزی) حکومت می کردند.
با فروپاشی دولت موحدون در مغرب و اندلس، قلمرو وسیع آن‌ها بین چهار دولت بنی‌مرین، بنی‌عبدالواد، بنی‌حفص و بنی‌الاحمر تقسیم شد. مهم‌ترین این دولت‌ها توسط فرزندان عبدالواحد حفصی شکل گرفت که خود از اصحاب عشره، یاران خاص ابن تومرت بود و فرزندان او نیز از عناصر اصلی دولت صد ساله موحدون بودند. دولت حفصی که در افریقیه برپا شد و خود را جانشین خلافت موحدون می‌دانست، در سال ۶۲۷ قمری توسط ابو زکریا عبدالواحد استقلال یافت. بعد از او پسرش ابوعبدالله محمد که بزرگ‌ترین امیر دولت حفصی بود، از امیر مکه لقب خلافتی المستنصر بالله گرفت و همهٔ دولت‌های مغرب و اندلس و دولت ممالیک مصر و شام با او بیعت کردند که چهار دهه حکومت او از شکوفاترین دوره‌های آن منطقه از تمدن اسلامی بود.
دولت حفصی روابط خوبی با دولت‌های مسیحی و مسلمانان برقرار کرد. ۲۵ تن از خاندان حفصی به‌طور موروثی تا سال ۹۸۱ قمری به مدت ۳۷۸ سال حکومت کردند. این دولت بر اثر حملات متعدد پرتغالی‌ها و هم‌پیمانان آن‌ها و نیز دولت عثمانی و رقابت این دول بر سر سواحل مدیترانهٔ غربی، سرانجام، تونس تحت تصرف کامل دولت عثمانی درآمد و در پایان در سال ۹۸۱ قمری سقوط کرد. در نگاهی کلی، پیدایش حفصیان در آفریقای شمالی، گویای دولت قدرتمند و بزرگی است که حدود چهار قرن آن منطقه را تحت سلطهٔ خود داشت. دوران این دولت یادآور روزهای آبادانی و رفاه اقتصادی و پیشرفت فرهنگی در تاریخ کشور تونس است. از جمله مهم‌ترین حوادث سیاسی که در آغاز حکومت حفصیان روی داد، حمله صلیبیون با حمایت و هزینه کلیسای رم به تونس و اشغال ۶ ماههٔ بندر کارتاژ یا قرطاجنه بود. لوئی نهم شاه فرانسه (۱۲۸۰ م) __ که در هاله‌ای از تقدس و معنویت به مثابه مجاهدی صلیبی و به عنوان پیشوای سیاسی صلیبیون شناخته شده بود __ کار هماهنگی و تدارک حمله به تونس را سامان‌دهی کرد.

## ریشه‌ها
حفصیان از قبایل بربر مصموده (ساکن رشته‌کوه‌های اطلس در شمال غرب آفریقا) بودند و نام خود را از نیایشان ابو حفص عمر گرفته بودند. فرزند ابوحفص، یکی از کارگزاران دودمان موحدون در تونس بود.

## فرمانروایی
نوه ابوحفص، ابو زکریا یحیی (۱۲۴۹-۱۲۲۸ میلادی)، از فرمانروایان مراکشی دودمان موحدون سرپیچی کرد و دودمان حفصیان را در ۱۲۲۸ بنیان گذاشت. فرزند وی مستنصر، یکی از فرماندهان جنگ صلیبی هفتم در سال ۱۲۷۰ بود و لقب خلیفه گرفت. پس از مرگش، فرزندان او برای به دست آوردن فرمانروایی با یکدیگر جنگیدند.
در پایان سده سیزدهم، قلمرو حفصیان دو نیم شد، یکی به پایتختی بجایه و دیگری به پایتختی قسنطینه. در میانه سده چهاردهم، مرینیان برای گشودن تونس با حفصیان به نبرد پرداختند، اما شکست خوردند. قلمرو حفصیان، یکپارچگی خود را بازیافت و تونس مرکز بازرگانی مهمی گشت.